# نفيا
نفيا إحدى قرى مركز طنطا التابع لمحافظة الغربية بجمهورية مصر العربية.

## التاريخ
قرية نفيا من القرى القديمة واسمها الأصلي وقت الفتح الإسلامي لمصر نفيوس، ورت القرية بهذا الاسم في كتاب تاج العروس وكانت من كور السمنودية.
وقد وردت باسم نفيا الشرفا في أعمال الغربية ضمن قرى الروك الصلاحي التي أحصاها ابن مماتي في كتاب قوانين الدواوين، كما وردت باسم نفيا في أعمال الغربية ضمن قرى الروك الناصري التي أحصاها ابن الجيعان في كتاب «التحفة السنية بأسماء البلاد المصرية». كانت القرية من توابع مركز الجعفرية في تعداد 1882، لكن في التعداد التالي 1897 أصبحت من توابع مركز طنطا. شهدت القرية نمو عمراني كبير في فترة 87-1995 فبلغ معدل نموها العمراني 19.9%، وهي نسبة عالية بالمقارنة لنمو باقي قرى المحافظة في تلك الفترة.

## التعليم
تصل نسبة الأمية في القرية إلى 34.54% بين من تجاوزوا العاشرة من عمرهم، بينما تصل نسبة من حصلوا على تعليم جامعي إلى 3.81% من جملة السكان.

## السكان
بلغ عدد سكان نفيا 14,515 نسمة حسب تقدير عام 2018.
| السنة  | 1882 | 1897 | 1907 | 1927 | 1947 | 1960 | 1976 | 1986 | 1996 | 2006   | 2018   |
| ------ | ---- | ---- | ---- | ---- | ---- | ---- | ---- | ---- | ---- | ------ | ------ |
| القرية | 3730 | 3537 | 3968 | 4975 | 4013 | 4771 | 6754 | 8412 | 9697 | 10,727 | 14,515 |

## الأعلام
- يوأنس التاسع بابا الإسكندرية وبطريرك الكرازة المرقسية للأقباط الأرثوذكس رقم 81.[17]